# Dinobots
Dinobot é um personagem da série animada de Best Wars robôs alienigenas fictícios que fazem parte do Universo de Transformers. O grupo Dinobots consiste em vários subgrupos de robôs, cada um dos quais de modo transformado é o de um dinossauro ou animal pré-histórico similar.

## Série Original
Na Geração 1 da série de animação dos anos 80, os Dinobots são um grupo de robôs cybertronianos que tinham a capacidade de se transformarem em dinossauros, ao invés de veículos. Eles Foram criados pelos Autobots com o único propósito: Destruir qualquer inimigo que fosse muito forte para um Autobot vencer. O único problema é que, embora eles desenvolvam muito bem sua função, eles são difíceis de lidar. Por causa de sua arrogância e desobediência, na história dos Transformers, Optimus Prime exigiu que eles fossem desativados.
Mas, por alguns motivos e eventos na história, Optimus mudou de ideia. Em certo momento, os Dinobots cansaram de ser usados como “armas” dos Autobots, e resolveram sair do grupo e só lutar onde e quando eles achassem que deveriam. Sob o comando de seu próprio líder, e não de Optimus ou qualquer outro Prime. 
Eles formam uma das unidades de combate mais devastadoramente poderosas do exército Autobot, aguentando danos pesados e alguns com o poder de voar em modo robô. 

## Histórias em Quadrinhos
Depois que o desenho e os brinquedos conquistaram o sucesso de público, a Marvel Comics adquiriu os direitos sobre a comercialização de quadrinhos da marca. Entretanto, o público da Marvel (adolescentes e adultos) era diferente do público do desenho (basicamente crianças). Por este motivo, a diretoria da empresa achou interessante mudar as histórias dos robôs, dando uma conotação mais adulta e complexa. O responsável por criar essa nova abordagem coube ao roteirista Bob Budiansky.
Então, ao contrário do desenho animado, os Dinobots não foram criados na Terra, mas já eram tripulantes da Arca que havia aterrissado no planeta. Além disso, os Dinobots não são tão burros quanto sua versão animada. O que ocorre é que, ao ganharem suas novas formas, a Arca também alterou o comportamento deles, simulando o comportamento dos seres da época, criando um conflito de processamento.
Na verdade, eles são a elite armada dos Autobots (talvez os únicos), liderados por Grimlock, que possui uma alta posição no exército. Durante os quadrinhos da Marvel, fica-se sabendo que ele era considerado o segundo em comando em Cybertron, logo abaixo de Optimus. Nada disso é muito explícito, pois a origem deles nunca foi revelada, mas existem vários diálogos que contam um pouco sobre eles. Uma outra diferenccedil;a interessante é na forma como o Grimlock fala. No desenho, ele fala em terceira pessoa (Mim Grimlock diz...), mas nos quadrinhos ele segue uma postura mais autoritária (Grimlock falou), como "o mestre manda".

## Filme
Milhões de anos atrás, os Dinobots foram criados pelos extraterrestres Quintessons durante a criação e colonização de Cybetron. descendentes dos "cavaleiros" de Cybertron. Se rebelaram contra os quintessone e são capturados por Lockdown.
Alguns Dinobots que poderão aparecer no filme são: Grimlock, Scorn, Strafe, Slash, e Slug.